# Mustafa Abu Shagur
Mustafa Abu Shagur (en árabe: مصطفى ابوشاقور, Trípoli, 15 de febrero de 1951) es un político libio. Profesor universitario de ingeniería eléctrica, pasó treinta y dos años exiliado, retornando a Libia tras la guerra civil libia para formar parte del gobierno de Abdurrahim El-Keib. Ejerció de vice primer ministro entre noviembre de 2011 y septiembre de 2012, hasta que fue designado el 12 de septiembre de 2012 primer ministro por el Congreso General de la Nación. Sin embargo, tras dos intentos de formar un gabinete de ministros, ambos rechazados por el Congreso, fue relevado sin haber llegado a ser oficialmente primer ministro.